# 19857 Amandajane
19857 Amandajane (2000 UC11) là một tiểu hành tinh vành đai chính được phát hiện ngày 19 tháng 10 năm 2000 bởi L. Robinson ở Sunflower Observatory.